# Нитромочевина
Нитромочевина (нитрокарбамид) — белый порошок, образующийся при нитровании мочевины, взрывчатое вещество.

## Восприимчивость к нагреванию и внешним воздействиям
Нагревание: t пл. 158 - 159°С (с разл.). При нагревании на сплаве Вуда до 360°С не вспыхивает.
Чувствительность к удару: При падении груза массой 10 кг с высоты 20 см наблюдалось 2 взрыва из 6 падений. Чувствительность к удару чуть меньше чем у тротила. Восприимчивость к детонации аналогична тротилу.
Чувствительность к трению: при растирании в неглазурованной фарфоровой ступке не наблюдается никакого эффекта (тетрил слабо потрескивает, тринитрофенол дает запах горения, ТНТ так же не дает никакого эффекта).
Восприимчивость к детонации: (в картонной гильзе) при p=0.65 детонирует от 0.25 г гремучей ртути, при p=0.90 не детонирует от 2 г гремучей ртути (КД №8).

## Энергетические характеристики
По мощности взрыва превосходит тротил и нитрогуанидин. Фугасность ~310 мл. Теплота образования –55.9ккал/моль. Энтальпия образования -642.5ккал/кг. Теплота взрыва 3.86 МДж/кг. Работоспособность в баллистической мортире 105% от тротила. Скорость детонации 4700 м/с при плотн. 1.0 г/см3. Объем продуктов взрыва 853л/кг.
| Вещество      | мм  |
| ------------- | --- |
| Нитромочевина | 5.8 |
| ТНТ           | 5.9 |
| NH4NO3        | 0.2 |

*Тест на обжатие медных столбиков проводился с ВВ запресованных до плотности 1.0 в цинковых гильзах диаметром 30 мм, с толщиной стенок 0.5 мм; детонатор - 10 г пресованного ТНФ.
Испытания в Pb-блоке: Pb-блок - свинцовый блок размером 200 {\displaystyle \times }250 мм, столбик ВВ высотой 25 мм, диаметром 20.5 мм, p 0.9; пересчет расширения в мл на 10 г заряда в таблице ниже:
| Вещество        | мл         |
| --------------- | ---------- |
| Нитромочевина   | 320        |
| Нитрат мочевины | 275        |
| Нитрогуанидин   | 240 (3051) |
| Нитрат аммония  | 130 (1601) |
| ТНТ             | 315        |

1 При подрыве капсюлем-детонатором №8 с ТЭНом.
| плотность   | Скорость детонации, м/сек | Оболочка                                                 | Детонатор                           |
| ----------- | ------------------------- | -------------------------------------------------------- | ----------------------------------- |
| 0.65        | 3600                      | Картонная трубка диаметром 20 мм                         | 10 г пресованной пикриновой кислоты |
| 1.00        | 4700                      | 20 мм                                                    | 10 г пресованной пикриновой кислоты |
| 1.1         | 5480                      | Железная трубка диаметром 32 мм с толщиной стенок 3.5 мм | 10 г пресованной пикриновой кислоты |
| ТНТ с p 1.1 | 5240                      | То же                                                    | То же                               |

## Получение
Нитромочевина образуется при растворении нитрата мочевины в концентрированной, охлажденной ниже 0 °С серной кислоте или олеуме с последующей кристаллизацией продукта из воды. Описан также метод с использованием уксусного ангидрида в качестве водоотнимающего агента.
СН3N3O3 = NH2.CO.NH.NO2 образуется при растворении азотно-кислой мочевины (см.) в крепкой, сильно охлажденной (ниже 0°С) серной кислоте (Тиле и Лахман); продукты реакции выливают на лед, осадок растворяют в десятерном по весу количестве воды (при нагревании не выше 55°С) и оставляют раствор медленно кристаллизоваться при обыкновенной температуре.

## Физические и химические свойства
XLogP3:  0.46080 (XLogP3 - это атомно-аддитивный метод расчета коэффициента распределения октанол/вода (logP). Он дает значение logP для данного соединения путем суммирования вкладов атомов компонентов и поправочных коэффициентов)
Внешность：Нитромочевина имеет вид твердого кристаллического порошка от бесцветного до белого. Умеренно чувствительна к нагреву и ударам. Чрезвычайно мощное взрывчатое вещество. Разлагается с выделением токсичных паров оксида азота. Может взорваться под воздействием сильного тепла или огня. Основная опасность - это взрыв мгновенного действия, а не летящие снаряды или осколки.
Плотность：1,557г/см3
Температура плавления：158,5 °C (разложение)
Температура кипения：197,01 °C (приблизительная оценка)
Коэффициент преломления:  1.5
Характеристики воспламеняемости： Термическое разложение токсичного газообразного оксида азота
Реакции воздуха и воды：Гидролиз происходит в воде
Реактивная группа：Амиды и имиды
Предупреждения о реактивности：Взрывчатый, разрывной, взрывчатое вещество
Профиль реактивности：Взрывоопасные соли ртути или серебра довольно чувствительны к нагреву и ударам, в то время как чистый материал гораздо более нечувствителен. Нитроорганические соединения, такие как НИТРОМОЧЕВИНА, являются как слабыми, так и сильными окислителями. При смешивании с восстановителями, включая гидриды, сульфиды и нитриды, они могут начать активную реакцию, которая завершается детонацией. Нитроалканы являются более мягкими окислителями, но все же бурно реагируют с восстановителями при более высоких температуре и давлении. Нитроалканы вступают в реакцию с неорганическими основаниями с образованием взрывоопасных солей. Присутствие оксидов металлов повышает термочувствительность нитроалканов.
Нитромочевина представляет собой бесцветное кристаллическое вещество, практически не растворимое в холодной воде, но растворимое в этаноле и диэтиловом эфире. При температуре выше 60 °С в присутствии воды легко разлагается с выделением N2O. Для стабилизации вводят кислые добавки (сульфокислоты, щавелевую кислоту, бисульфаты и др.). Нитромочевина разлагается аммиаком и щелочами.
Нитромочевина обладает сильнокислой реакцией: она вытесняет уксусную кислоту и образует соли, имеющие среднюю реакцию. Её калиевая соль выпадает в осадок при смешении спиртовых растворов нитромочевины и гидроксида калия. Серебряная соль образуется в виде микроскопических призм при прибавлении раствора нитрата серебра к концентрированному водному раствору нитромочевины.
Установлено, что нитромочевина разлагается по следующему механизму. Первоначально она распадается на изоциановую кислоту и нитрамид. Затем нитрамид разлагается на воду и оксид азота(I). Также происходит гидролиз изоциановой кислоты с образованием аммиака и углекислого газа.
{\displaystyle {\mathsf {H_{2}N{-}C(O){-}NHNO_{2}}}\rightarrow {\mathsf {HN{=}C{=}O+H_{2}NNO_{2}}};}
{\displaystyle {\mathsf {H_{2}NNO_{2}}}\rightarrow {\mathsf {H_{2}O+N_{2}O}};}
{\displaystyle {\mathsf {HN{=}C{=}O+H_{2}O}}\rightarrow {\mathsf {NH_{3}+CO_{2}}}}

## Спектральные характеристики
В инфракрасном спектре нитромочевина даёт множество полос в области 3400—2700 см−1, а также полосу колебания карбонильной группы при 1694 см−1 и полосы поглощения при 1605 и 1305 см−1 (колебание NO). В протонном ЯМР-спектре наблюдается два сигнала: пик протона, расположенного рядом с нитрогруппой, при 12 м. д. и пик протонов амидной группы при 7,12 м. д. (ацетон-d6). В спектре ЯМР на ядрах 13С присутствует лишь сигнал при 151 м. д. (ДМСО-d6), относящийся к единственному атому углерода в молекуле.

## Применение
В 1915 году нитромочевина была предложена для применения в смесевых промышленных взрывчатых веществах. Самостоятельно не используется из-за низкой химической устойчивости, но является исходным продуктом для получения некоторых других взрывчатых веществ и продуктов химического синтеза. Наряду с нитрогуанидином дает при взрыве относительно «холодное пламя».